# 博比·皮尔斯
博比·皮尔斯（英語：Bobby Pearce，1905年9月30日—1976年5月20日），澳大利亚、加拿大男子赛艇运动员。他曾代表澳大利亚参加1928年和1932年夏季奥林匹克运动会赛艇比赛，获得二枚金牌。